# Marcus Paige
Marcus Taylor Paige (Cedar Rapids, 11 de setembro de 1993) é um jogador norte-americano de basquete profissional que atualmente joga pelo Greensboro Swarm, disputando a NBA G League. Foi selecionado pelo Brooklyn Nets na segunda rodada do draft da NBA em 2016.